# Keratoderma hereditarium mutilans
Das Keratoderma hereditarium mutilans ist eine sehr seltene Genodermatose (angeborene Erkrankung) mit den Hauptmerkmalen massiver Hyperkeratose (übermäßige Verhornung) an den Hand- und Fußflächen, Mutilationen und (nicht immer) Schwerhörigkeit bis Taubheit.
Synonyme sind: Vohwinkel-Syndrom; Palmoplantarhyperkeratose Typ mutilans Vohwinkel; PPK mutilans; Nockemann-Syndrom; lateinisch Keratosis palmoplantaris mutilans; Keratosis palmoplantaris mutilans Vohwinkel; Keratoma hereditaria mutilans; Keratodermia palmo-plantaris mutilans Vohwinkel; englisch mutilating keratoderma
Die Namensbezeichnung bezieht sich auf den Autor der Erstbeschreibung aus dem Jahre 1929 durch den deutschen Dermatologen Karl Hermann Vohwinkel bzw. aus dem Jahre 1961 durch den deutschen Chirurgen P. F. Nockemann.

## Verbreitung
Die Häufigkeit ist nicht bekannt, bislang wurde über etwa 50 Patienten berichtet. Die Vererbung erfolgt autosomal-dominant.

## Ursachen und Einteilung
Zwei Formen können unterschieden werden:
- Klassische Form

Der Erkrankung liegen Mutationen im GJB2-Gen im Chromosom 13 Genort q12.11 zugrunde, welches für Connexin-26, ein Membranprotein, kodiert.
Mutationen in diesem Gen liegen auch dem Keratitis-Ichthyosis-Taubheitssyndrom sowie dem Palmoplantarkeratose – Schwerhörigkeitssyndrom (PPK-Taubheitssyndrom) zugrunde.
- Variante

Hier liegt kein Hörverlust, dafür jedoch eine Ichthyose vor, die Mutation betrifft das LOR-Gen im Chromosom 1 Genort q21, welches für Loricrin kodiert.
Mutationen dieses Gens finden sich auch bei der Erythrokeratodermia progressiva symmetrica.

## Klinische Erscheinungen
Klinische Kriterien sind:
- Erkrankung in früher Kindheit
- langsame Entwicklung einer diffusen Hyperkeratose palmo-plantar mit Hyperhidrose, symmetrischer Anordnung und grübchenartige Einsenkungen
- Übergreifen auf Hand, Fußrücken, Ellenbogen und Knie
- an Belastungsstellen herdförmige Hyperkeratosen
- über die Jahre Entwicklung schmerzloser keratotischer Schnürfurchen bis hin zu spontanen Amputationen
- Innenohrschwerhörigkeit mit sekundärer Sprachstörung

## Therapie
Die Behandlung richtet sich gegen die Verhornungen und Schnürfurchenbildung mit systemischer Gabe von Retinoiden wie Acitretin und lokaler Behandlung.